# Gira México en la piel
La gira México en la piel o gira MELP fue una serie de conciertos realizados por Luis Miguel para promocionar sus álbumes México en la piel y Grandes éxitos durante los años 2005-2006 y, posteriormente, su álbum Navidades durante los años 2006 a 2007. En esta gira, Luis Miguel interpretó canciones pop, mariachi y baladas. Para presentar su álbum México en la piel fueron realizadas dos conferencias de prensa, una en el Museo Nacional de Arte (MUNAL) de la Ciudad de México y otra en Madrid, en la Galería de Arte Museo Nacional de Arte Reina Sofía. A finales del 2006, Luis Miguel presentó su álbum Navidades, en Nueva York.

## Historia
Esta gira comenzó en Estados Unidos a mediados de septiembre del 2005 en Fresno y se presentó en diferentes recintos de dicho país como en el Madison Square Garden de Nueva York y el Anfiteatro Gibson, en Los Ángeles; también en otras ciudades como Las Vegas, San Diego, Chicago, Washington D. C., Houston, Boston, Dallas y Miami.
En noviembre de 2005, actuó en Sudamérica en el Estadio Vélez Sarsfield, de Buenos Aires y en el Estadio Nacional de Chile, así como también en el Anfiteatro de la Quinta Vergara, con la presencia de 200.000 personas en solo ocho conciertos. Después retornó a los Estados Unidos y actuó en Miami para cerrar su gira.
Al comenzar el 2006, Luis Miguel estableció un récord de 30 conciertos en el Auditorio Nacional de la Ciudad de México. Después recorrió diferentes ciudades en el resto de México, como Monterrey, Chihuahua, Torreón, Veracruz, Villahermosa, Cancún, Guadalajara, Culiacán y Mexicali. La porción mexicana de la gira finalizó en Tijuana. Posteriormente realizó cinco conciertos en Estados Unidos, en abril de 2006.
En noviembre de 2006 regresó de una pausa (durante ese tiempo fue producido su álbum Navidades) para efectuar cinco conciertos en México antes de fines de año. En abril de 2007 reinició la gira en España, actuando en Barcelona, Bilbao, Elche, Las Palmas y Madrid. Después de un mes de presentaciones, hizo cuatro conciertos en Venezuela.
En septiembre de 2007, Luis Miguel ofreció siete conciertos más en Estados Unidos para cerrar la gira, incluyendo tres conciertos en The Colosseum at Caesars Palace, de Las Vegas y en otras ciudades como Santa Ynez y Salinas.

## Lista de canciones
| \| Gira México en la piel: (35 conciertos) Sep/13/2005 - Nov/6/2005 \| \| \| \| \| \| N.º \| Título \| Original álbum \| Duración \| \| \| 1. \| «Intro / Qué Nivel de Mujer» \| Aries \| \| \| \| 2. \| «Con Tus Besos» \| 33 \| \| \| \| 3. \| «Popurrí Pop» (Dame Tu Amor / Sol, Arena y Mar / Suave) \| Aries, Amarte Es Un Placer \| \| \| \| 4. \| «Me Niego a Estar Solo» \| Aries \| \| \| \| 5. \| «Popurrí Romance» (No Me Platiques Más / Contigo en la Distancia / Usted / La Puerta / La Barca / No Sé Tú / Inolvidable) \| Romance \| \| \| \| 6. \| «Popurrí Segundo Romance» (El Día Que Me Quieras / Historia de Un Amor / Nosotros) \| Segundo Romance \| \| \| \| 7. \| «Popurrí Romances» (Por Debajo de la Mesa / La Gloria Eres Tú / Bésame Mucho) \| Romances \| \| \| \| 8. \| «Popurrí Mis Romances» (Perfidia / Tú Me Acostumbraste / La Última Noche / Amor, Amor, Amor) \| Mis Romances \| \| \| \| 9. \| «Interlude [cuerdas] / Pensar En Ti» \| Aries \| \| \| \| 10. \| «Te Necesito» \| 33 \| \| \| \| 11. \| «Intro Mariachi / El Viajero» \| México En La Piel \| \| \| \| 12. \| «Entrega Total» \| México En La Piel \| \| \| \| 13. \| «Échame a Mi la Culpa» \| México En La Piel \| \| \| \| 14. \| «México en la Piel» \| México En La Piel \| \| \| \| 15. \| «Cruz de Olvido» \| México En La Piel \| \| \| \| 16. \| «De Que Manera Te Olvido» \| México En La Piel \| \| \| \| 17. \| «Motivos» \| México En La Piel \| \| \| \| 18. \| «Que Seas Feliz» \| México En La Piel \| \| \| \| 19. \| «Sabes Una Cosa» \| México En La Piel \| \| \| \| 20. \| «Y» \| Vivo \| \| \| \| 21. \| «La Bikina» \| Vivo \| \| \| \| 22. \| «Mi Ciudad» \| México En La Piel \| \| \| \| 23. \| «Pop medley» (Vuelve / Eres / Cómo Es Posible Que a Mi Lado / Será Que No Me Amas / Te Propongo Esta Noche) \| 33, Nada Es Igual, 20 Años, Amarte Es Un Placer \| \| \| \| 24. \| «Te Propongo Esta Noche [outro]» \| Amarte Es Un Placer \| \| \| | |                                                 |          |  |
| Gira México en la piel: (35 conciertos) Sep/13/2005 - Nov/6/2005 | |                                                 |          |  |
| N.º | Título | Original álbum                                  | Duración |  |
| 1. | «Intro / Qué Nivel de Mujer»                                                                                              | Aries                                           |          |  |
| 2. | «Con Tus Besos» | 33                                              |          |  |
| 3. | «Popurrí Pop» (Dame Tu Amor / Sol, Arena y Mar / Suave)                                                                   | Aries, Amarte Es Un Placer                      |          |  |
| 4. | «Me Niego a Estar Solo»                                                                                                   | Aries                                           |          |  |
| 5. | «Popurrí Romance» (No Me Platiques Más / Contigo en la Distancia / Usted / La Puerta / La Barca / No Sé Tú / Inolvidable) | Romance                                         |          |  |
| 6. | «Popurrí Segundo Romance» (El Día Que Me Quieras / Historia de Un Amor / Nosotros)                                        | Segundo Romance                                 |          |  |
| 7. | «Popurrí Romances» (Por Debajo de la Mesa / La Gloria Eres Tú / Bésame Mucho)                                             | Romances                                        |          |  |
| 8. | «Popurrí Mis Romances» (Perfidia / Tú Me Acostumbraste / La Última Noche / Amor, Amor, Amor)                              | Mis Romances                                    |          |  |
| 9. | «Interlude [cuerdas] / Pensar En Ti»                                                                                      | Aries                                           |          |  |
| 10. | «Te Necesito» | 33                                              |          |  |
| 11. | «Intro Mariachi / El Viajero»                                                                                             | México En La Piel                               |          |  |
| 12. | «Entrega Total» | México En La Piel                               |          |  |
| 13. | «Échame a Mi la Culpa» | México En La Piel                               |          |  |
| 14. | «México en la Piel» | México En La Piel                               |          |  |
| 15. | «Cruz de Olvido» | México En La Piel                               |          |  |
| 16. | «De Que Manera Te Olvido»                                                                                                 | México En La Piel                               |          |  |
| 17. | «Motivos» | México En La Piel                               |          |  |
| 18. | «Que Seas Feliz» | México En La Piel                               |          |  |
| 19. | «Sabes Una Cosa» | México En La Piel                               |          |  |
| 20. | «Y» | Vivo                                            |          |  |
| 21. | «La Bikina» | Vivo                                            |          |  |
| 22. | «Mi Ciudad» | México En La Piel                               |          |  |
| 23. | «Pop medley» (Vuelve / Eres / Cómo Es Posible Que a Mi Lado / Será Que No Me Amas / Te Propongo Esta Noche)               | 33, Nada Es Igual, 20 Años, Amarte Es Un Placer |          |  |
| 24. | «Te Propongo Esta Noche [outro]»                                                                                          | Amarte Es Un Placer                             |          |  |

| \| Gira México en la piel: (11 conciertos) Nov/10/2005 - Nov/30/2005 \| \| \| \| \| \| N.º \| Título \| Original álbum \| Duración \| \| \| 1. \| «Intro / Qué Nivel de Mujer» \| Aries \| \| \| \| 2. \| «Con Tus Besos» \| 33 \| \| \| \| 3. \| «Popurrí Pop» (Dame Tu Amor / Sol, Arena y Mar / Suave) \| Aries, Amarte Es Un Placer \| \| \| \| 4. \| «Popurrí Romance» (No Me Platiques Más / Contigo en la Distancia / Usted / La Puerta / La Barca / No Sé Tú / Inolvidable) \| Romance \| \| \| \| 5. \| «Popurrí Segundo Romance» (El Día Que Me Quieras / Historia de Un Amor / Nosotros) \| Segundo Romance \| \| \| \| 6. \| «Popurrí Romances» (Por Debajo de la Mesa / La Gloria Eres Tú / Bésame Mucho) \| Romances \| \| \| \| 7. \| «Popurrí Mis Romances» (Perfidia / Tú Me Acostumbraste / La Última Noche / Amor, Amor, Amor) \| Mis Romances \| \| \| \| 8. \| «Interlude [cuerdas] / Pensar En Ti» \| Aries \| \| \| \| 9. \| «Te Necesito» \| 33 \| \| \| \| 10. \| «Intro Mariachi / El Viajero» \| México En La Piel \| \| \| \| 11. \| «México en la Piel» \| México En La Piel \| \| \| \| 12. \| «De Qué Manera Te Olvido» \| México En La Piel \| \| \| \| 13. \| «Motivos» \| México En La Piel \| \| \| \| 14. \| «Que Seas Feliz» \| México En La Piel \| \| \| \| 15. \| «Sabes Una Cosa» \| México En La Piel \| \| \| \| 16. \| «La Bikina» \| Vivo \| \| \| \| 17. \| «Mi Ciudad» \| México En La Piel \| \| \| \| 18. \| «Old medley» (Decídete / Los Muchachos de Hoy / Ahora Te Puedes Marchar / La Chica del Bikini Azul / Isabel / Cuando Calienta el Sol) \| Decídete, Fiebre de Amor, Palabra de Honor, Soy Como Quiero Ser \| \| \| \| 19. \| «Pop medley» (Vuelve / Eres / Cómo Es Posible Que a Mi Lado / Será Que No Me Amas / Te Propongo Esta Noche) \| 33, Nada Es Igual, 20 Años, Amarte Es Un Placer \| \| \| \| 20. \| «Te Propongo Esta Noche [outro]» \| Amarte Es Un Placer \| \| \| | |                                                                 |          |  |
| Gira México en la piel: (11 conciertos) Nov/10/2005 - Nov/30/2005 | |                                                                 |          |  |
| N.º | Título | Original álbum                                                  | Duración |  |
| 1. | «Intro / Qué Nivel de Mujer» | Aries                                                           |          |  |
| 2. | «Con Tus Besos» | 33                                                              |          |  |
| 3. | «Popurrí Pop» (Dame Tu Amor / Sol, Arena y Mar / Suave)                                                                               | Aries, Amarte Es Un Placer                                      |          |  |
| 4. | «Popurrí Romance» (No Me Platiques Más / Contigo en la Distancia / Usted / La Puerta / La Barca / No Sé Tú / Inolvidable)             | Romance                                                         |          |  |
| 5. | «Popurrí Segundo Romance» (El Día Que Me Quieras / Historia de Un Amor / Nosotros)                                                    | Segundo Romance                                                 |          |  |
| 6. | «Popurrí Romances» (Por Debajo de la Mesa / La Gloria Eres Tú / Bésame Mucho)                                                         | Romances                                                        |          |  |
| 7. | «Popurrí Mis Romances» (Perfidia / Tú Me Acostumbraste / La Última Noche / Amor, Amor, Amor)                                          | Mis Romances                                                    |          |  |
| 8. | «Interlude [cuerdas] / Pensar En Ti»                                                                                                  | Aries                                                           |          |  |
| 9. | «Te Necesito» | 33                                                              |          |  |
| 10. | «Intro Mariachi / El Viajero» | México En La Piel                                               |          |  |
| 11. | «México en la Piel» | México En La Piel                                               |          |  |
| 12. | «De Qué Manera Te Olvido» | México En La Piel                                               |          |  |
| 13. | «Motivos» | México En La Piel                                               |          |  |
| 14. | «Que Seas Feliz» | México En La Piel                                               |          |  |
| 15. | «Sabes Una Cosa» | México En La Piel                                               |          |  |
| 16. | «La Bikina» | Vivo                                                            |          |  |
| 17. | «Mi Ciudad» | México En La Piel                                               |          |  |
| 18. | «Old medley» (Decídete / Los Muchachos de Hoy / Ahora Te Puedes Marchar / La Chica del Bikini Azul / Isabel / Cuando Calienta el Sol) | Decídete, Fiebre de Amor, Palabra de Honor, Soy Como Quiero Ser |          |  |
| 19. | «Pop medley» (Vuelve / Eres / Cómo Es Posible Que a Mi Lado / Será Que No Me Amas / Te Propongo Esta Noche)                           | 33, Nada Es Igual, 20 Años, Amarte Es Un Placer                 |          |  |
| 20. | «Te Propongo Esta Noche [outro]» | Amarte Es Un Placer                                             |          |  |

| \| Gira México en la piel: (56 conciertos) Ene/18/2006 - Abr/15/2006 \| \| \| \| \| \| N.º \| Título \| Álbum original \| Duración \| \| \| 1. \| «Intro / Qué Nivel de Mujer» \| Aries \| \| \| \| 2. \| «Con Tus Besos» \| 33 \| \| \| \| 3. \| «Popurrí Pop» (Dame Tu Amor / Sol, Arena y Mar / Suave) \| Aries, Amarte Es Un Placer \| \| \| \| 4. \| «Me Niego a Estar Solo» \| Aries \| \| \| \| 5. \| «Popurrí Romance» (No Me Platiques Más / Contigo en la Distancia / Usted / La Puerta / La Barca / No Sé Tú / Inolvidable) \| Romance \| \| \| \| 6. \| «Popurrí Segundo Romance» (El Día Que Me Quieras / Historia de Un Amor / Nosotros) \| Segundo Romance \| \| \| \| 7. \| «Popurrí Romances» (Por Debajo de la Mesa / La Gloria Eres Tú / Bésame Mucho) \| Romances \| \| \| \| 8. \| «Popurrí Mis Romances» (Perfidia / Tú Me Acostumbraste / La Última Noche / Amor, Amor, Amor) \| Mis Romances \| \| \| \| 9. \| «Te Necesito» \| 33 \| \| \| \| 10. \| «Interlude [cuerdas] / Pensar En Ti» \| Aries \| \| \| \| 11. \| «Intro Mariachi / El Viajero» \| México En La Piel \| \| \| \| 12. \| «Entrega Total» \| México En La Piel \| \| \| \| 13. \| «Échame a Mi la Culpa» \| México En La Piel \| \| \| \| 14. \| «México en la Piel» \| México En La Piel \| \| \| \| 15. \| «Cruz de Olvido» \| México En La Piel \| \| \| \| 16. \| «De Que Manera Te Olvido» \| México En La Piel \| \| \| \| 17. \| «Motivos» \| México En La Piel \| \| \| \| 18. \| «Que Seas Feliz» \| México En La Piel \| \| \| \| 19. \| «Sabes Una Cosa» \| México En La Piel \| \| \| \| 20. \| «La Bikina» \| Vivo \| \| \| \| 21. \| «Mi Ciudad» \| México En La Piel \| \| \| \| 22. \| «Old medley» (Decídete / Los Muchachos de Hoy / Ahora Te Puedes Marchar / La Chica del Bikini Azul / Isabel / Cuando Calienta el Sol) \| Decídete, Fiebre de Amor, Palabra de Honor, Soy Como Quiero Ser \| \| \| \| 23. \| «Pop medley» (Vuelve / Eres / Cómo Es Posible Que a Mi Lado / Será Que No Me Amas / Te Propongo Esta Noche) \| 33, Nada Es Igual, 20 Años, Amarte Es Un Placer \| \| \| \| 24. \| «Te Propongo Esta Noche [outro]» \| Amarte Es Un Placer \| \| \| | |                                                                 |          |  |
| Gira México en la piel: (56 conciertos) Ene/18/2006 - Abr/15/2006 | |                                                                 |          |  |
| N.º | Título | Álbum original                                                  | Duración |  |
| 1. | «Intro / Qué Nivel de Mujer» | Aries                                                           |          |  |
| 2. | «Con Tus Besos» | 33                                                              |          |  |
| 3. | «Popurrí Pop» (Dame Tu Amor / Sol, Arena y Mar / Suave)                                                                               | Aries, Amarte Es Un Placer                                      |          |  |
| 4. | «Me Niego a Estar Solo» | Aries                                                           |          |  |
| 5. | «Popurrí Romance» (No Me Platiques Más / Contigo en la Distancia / Usted / La Puerta / La Barca / No Sé Tú / Inolvidable)             | Romance                                                         |          |  |
| 6. | «Popurrí Segundo Romance» (El Día Que Me Quieras / Historia de Un Amor / Nosotros)                                                    | Segundo Romance                                                 |          |  |
| 7. | «Popurrí Romances» (Por Debajo de la Mesa / La Gloria Eres Tú / Bésame Mucho)                                                         | Romances                                                        |          |  |
| 8. | «Popurrí Mis Romances» (Perfidia / Tú Me Acostumbraste / La Última Noche / Amor, Amor, Amor)                                          | Mis Romances                                                    |          |  |
| 9. | «Te Necesito» | 33                                                              |          |  |
| 10. | «Interlude [cuerdas] / Pensar En Ti»                                                                                                  | Aries                                                           |          |  |
| 11. | «Intro Mariachi / El Viajero» | México En La Piel                                               |          |  |
| 12. | «Entrega Total» | México En La Piel                                               |          |  |
| 13. | «Échame a Mi la Culpa» | México En La Piel                                               |          |  |
| 14. | «México en la Piel» | México En La Piel                                               |          |  |
| 15. | «Cruz de Olvido» | México En La Piel                                               |          |  |
| 16. | «De Que Manera Te Olvido» | México En La Piel                                               |          |  |
| 17. | «Motivos» | México En La Piel                                               |          |  |
| 18. | «Que Seas Feliz» | México En La Piel                                               |          |  |
| 19. | «Sabes Una Cosa» | México En La Piel                                               |          |  |
| 20. | «La Bikina» | Vivo                                                            |          |  |
| 21. | «Mi Ciudad» | México En La Piel                                               |          |  |
| 22. | «Old medley» (Decídete / Los Muchachos de Hoy / Ahora Te Puedes Marchar / La Chica del Bikini Azul / Isabel / Cuando Calienta el Sol) | Decídete, Fiebre de Amor, Palabra de Honor, Soy Como Quiero Ser |          |  |
| 23. | «Pop medley» (Vuelve / Eres / Cómo Es Posible Que a Mi Lado / Será Que No Me Amas / Te Propongo Esta Noche)                           | 33, Nada Es Igual, 20 Años, Amarte Es Un Placer                 |          |  |
| 24. | «Te Propongo Esta Noche [outro]» | Amarte Es Un Placer                                             |          |  |

| \| Gira México en la piel: (56 conciertos) Ene/18/2006 - Abr/15/2006 \| \| \| \| \| \| N.º \| Título \| Álbum original \| Duración \| \| \| 1. \| «Intro / Qué Nivel de Mujer» \| Aries \| \| \| \| 2. \| «Con Tus Besos» \| 33 \| \| \| \| 3. \| «Popurrí Pop» (Dame Tu Amor / Sol, Arena y Mar / Suave) \| Aries, Amarte Es Un Placer \| \| \| \| 4. \| «Popurrí Romance» (No Me Platiques Más / Contigo en la Distancia / Usted / La Puerta / La Barca / No Sé Tú / Inolvidable) \| Romance \| \| \| \| 5. \| «Popurrí Segundo Romance» (El Día Que Me Quieras / Historia de Un Amor / Nosotros) \| Segundo Romance \| \| \| \| 6. \| «Popurrí Romances» (Por Debajo de la Mesa / La Gloria Eres Tú / Bésame Mucho) \| Romances \| \| \| \| 7. \| «Popurrí Mis Romances» (Perfidia / Tú Me Acostumbraste / La Última Noche / Amor, Amor, Amor) \| Mis Romances \| \| \| \| 8. \| «Te Necesito» \| 33 \| \| \| \| 9. \| «Intro Mariachi / El Viajero» \| México En La Piel \| \| \| \| 10. \| «México en la Piel» \| México En La Piel \| \| \| \| 11. \| «De Que Manera Te Olvido» \| México En La Piel \| \| \| \| 12. \| «Sabes Una Cosa» \| México En La Piel \| \| \| \| 13. \| «Que Seas Feliz» \| México En La Piel \| \| \| \| 14. \| «Mi Ciudad» \| México En La Piel \| \| \| \| 15. \| «Santa Claus Llegó a la Ciudad» \| Navidades \| \| \| \| 16. \| «Frente a la Chimenea» \| Navidades \| \| \| \| 17. \| «Old medley» (Decídete / Los Muchachos de Hoy / Ahora Te Puedes Marchar / La Chica del Bikini Azul / Isabel / Cuando Calienta el Sol) \| Decídete, Fiebre de Amor, Palabra de Honor, Soy Como Quiero Ser \| \| \| | |                                                                 |          |  |
| Gira México en la piel: (56 conciertos) Ene/18/2006 - Abr/15/2006 | |                                                                 |          |  |
| N.º | Título | Álbum original                                                  | Duración |  |
| 1. | «Intro / Qué Nivel de Mujer» | Aries                                                           |          |  |
| 2. | «Con Tus Besos» | 33                                                              |          |  |
| 3. | «Popurrí Pop» (Dame Tu Amor / Sol, Arena y Mar / Suave)                                                                               | Aries, Amarte Es Un Placer                                      |          |  |
| 4. | «Popurrí Romance» (No Me Platiques Más / Contigo en la Distancia / Usted / La Puerta / La Barca / No Sé Tú / Inolvidable)             | Romance                                                         |          |  |
| 5. | «Popurrí Segundo Romance» (El Día Que Me Quieras / Historia de Un Amor / Nosotros)                                                    | Segundo Romance                                                 |          |  |
| 6. | «Popurrí Romances» (Por Debajo de la Mesa / La Gloria Eres Tú / Bésame Mucho)                                                         | Romances                                                        |          |  |
| 7. | «Popurrí Mis Romances» (Perfidia / Tú Me Acostumbraste / La Última Noche / Amor, Amor, Amor)                                          | Mis Romances                                                    |          |  |
| 8. | «Te Necesito» | 33                                                              |          |  |
| 9. | «Intro Mariachi / El Viajero» | México En La Piel                                               |          |  |
| 10. | «México en la Piel» | México En La Piel                                               |          |  |
| 11. | «De Que Manera Te Olvido» | México En La Piel                                               |          |  |
| 12. | «Sabes Una Cosa» | México En La Piel                                               |          |  |
| 13. | «Que Seas Feliz» | México En La Piel                                               |          |  |
| 14. | «Mi Ciudad» | México En La Piel                                               |          |  |
| 15. | «Santa Claus Llegó a la Ciudad» | Navidades                                                       |          |  |
| 16. | «Frente a la Chimenea» | Navidades                                                       |          |  |
| 17. | «Old medley» (Decídete / Los Muchachos de Hoy / Ahora Te Puedes Marchar / La Chica del Bikini Azul / Isabel / Cuando Calienta el Sol) | Decídete, Fiebre de Amor, Palabra de Honor, Soy Como Quiero Ser |          |  |

| \| Gira México en la piel: (22 conciertos) Abr/27/2007 - Sep/23/2007 \| \| \| \| \| \| N.º \| Título \| Álbum original \| Duración \| \| \| 1. \| «Intro / Qué Nivel de Mujer» \| Aries \| \| \| \| 2. \| «Con Tus Besos» \| 33 \| \| \| \| 3. \| «Popurrí Pop» (Dame Tu Amor / Sol, Arena y Mar / Suave) \| Aries, Amarte Es Un Placer \| \| \| \| 4. \| «Popurrí Romance» (No Me Platiques Más / Contigo en la Distancia / Usted / La Puerta / La Barca / No Sé Tú / Inolvidable) \| Romance \| \| \| \| 5. \| «Hasta Que Me Olvides» \| Aries \| \| \| \| 6. \| «Popurrí Romances» (Por Debajo de la Mesa / La Gloria Eres Tú / Bésame Mucho) \| Romances \| \| \| \| 7. \| «La Incondicional» \| Busca una mujer \| \| \| \| 8. \| «Te Necesito» \| 33 \| \| \| \| 9. \| «Mariachi medley» (Mucho Corazón / La Media Vuelta / Amorcito Corazón) \| Romance, Segundo Romance, Mis Romances \| \| \| \| 10. \| «Intro mariachi / Son de la Negra» \| \| \| \| \| 11. \| «El Viajero» \| México En La Piel \| \| \| \| 12. \| «Échame a Mi la Culpa» \| México En La Piel \| \| \| \| 13. \| «Amanecí En Tus Brazos» \| El Concierto \| \| \| \| 14. \| «De Qué Manera Te Olvido» \| México En La Piel \| \| \| \| 15. \| «Si nos dejan» \| El Concierto \| \| \| \| 16. \| «México en la Piel» \| México En La Piel \| \| \| \| 17. \| «El Rey» \| El Concierto \| \| \| \| 18. \| «México Lindo Y Querido» \| \| \| \| \| 19. \| «Sabes Una Cosa» \| México En La Piel \| \| \| \| 20. \| «La Bikina» \| Vivo \| \| \| \| 21. \| «Old medley» (Decídete / Los Muchachos de Hoy / Ahora Te Puedes Marchar / La Chica del Bikini Azul / Isabel / Cuando Calienta el Sol) \| Decídete, Fiebre de Amor, Palabra de Honor, Soy Como Quiero Ser \| \| \| | |                                                                 |          |  |
| Gira México en la piel: (22 conciertos) Abr/27/2007 - Sep/23/2007 | |                                                                 |          |  |
| N.º | Título | Álbum original                                                  | Duración |  |
| 1. | «Intro / Qué Nivel de Mujer» | Aries                                                           |          |  |
| 2. | «Con Tus Besos» | 33                                                              |          |  |
| 3. | «Popurrí Pop» (Dame Tu Amor / Sol, Arena y Mar / Suave)                                                                               | Aries, Amarte Es Un Placer                                      |          |  |
| 4. | «Popurrí Romance» (No Me Platiques Más / Contigo en la Distancia / Usted / La Puerta / La Barca / No Sé Tú / Inolvidable)             | Romance                                                         |          |  |
| 5. | «Hasta Que Me Olvides» | Aries                                                           |          |  |
| 6. | «Popurrí Romances» (Por Debajo de la Mesa / La Gloria Eres Tú / Bésame Mucho)                                                         | Romances                                                        |          |  |
| 7. | «La Incondicional» | Busca una mujer                                                 |          |  |
| 8. | «Te Necesito» | 33                                                              |          |  |
| 9. | «Mariachi medley» (Mucho Corazón / La Media Vuelta / Amorcito Corazón)                                                                | Romance, Segundo Romance, Mis Romances                          |          |  |
| 10. | «Intro mariachi / Son de la Negra» |                                                                 |          |  |
| 11. | «El Viajero» | México En La Piel                                               |          |  |
| 12. | «Échame a Mi la Culpa» | México En La Piel                                               |          |  |
| 13. | «Amanecí En Tus Brazos» | El Concierto                                                    |          |  |
| 14. | «De Qué Manera Te Olvido» | México En La Piel                                               |          |  |
| 15. | «Si nos dejan» | El Concierto                                                    |          |  |
| 16. | «México en la Piel» | México En La Piel                                               |          |  |
| 17. | «El Rey» | El Concierto                                                    |          |  |
| 18. | «México Lindo Y Querido» |                                                                 |          |  |
| 19. | «Sabes Una Cosa» | México En La Piel                                               |          |  |
| 20. | «La Bikina» | Vivo                                                            |          |  |
| 21. | «Old medley» (Decídete / Los Muchachos de Hoy / Ahora Te Puedes Marchar / La Chica del Bikini Azul / Isabel / Cuando Calienta el Sol) | Decídete, Fiebre de Amor, Palabra de Honor, Soy Como Quiero Ser |          |  |

## Fechas de la gira
| Número | Fecha                    | Ciudad                     | País                 | Recinto                         |
| Primera Etapa (2005)                                                                                               | Primera Etapa (2005)     | Primera Etapa (2005)       | Primera Etapa (2005) | Primera Etapa (2005)            |
| Norteamérica I | Norteamérica I           | Norteamérica I             | Norteamérica I       | Norteamérica I                  |
| --- | ------------------------ | -------------------------- | -------------------- | ------------------------------- |
| 1 | 13 de septiembre de 2005 | Fresno                     | Estados Unidos       | Save Mart Center                |
| 2 | 15 de septiembre de 2005 | Santa Bárbara              | Estados Unidos       | Santa Bárbara Bowl              |
| 3 | 16 de septiembre de 2005 | Las Vegas                  | Estados Unidos       | Mandalay Bay Events Center      |
| 4 | 17 de septiembre de 2005 | San Diego                  | Estados Unidos       | Coors Amphitheatre              |
| 5 | 20 de septiembre de 2005 | Los Ángeles                | Estados Unidos       | Universal Amphitheatre          |
| 6 | 21 de septiembre de 2005 | Los Ángeles                | Estados Unidos       | Universal Amphitheatre          |
| 7 | 22 de septiembre de 2005 | Los Ángeles                | Estados Unidos       | Universal Amphitheatre          |
| 8 | 23 de septiembre de 2005 | Los Ángeles                | Estados Unidos       | Universal Amphitheatre          |
| 9 | 24 de septiembre de 2005 | Los Ángeles                | Estados Unidos       | Universal Amphitheatre          |
| 10 | 25 de septiembre de 2005 | Los Ángeles                | Estados Unidos       | Universal Amphitheatre          |
| 11 | 28 de septiembre de 2005 | San José                   | Estados Unidos       | HP Pavilion                     |
| 12 | 30 de septiembre de 2005 | Tucson                     | Estados Unidos       | Anselmo Valencia Amphitheater   |
| 13 | 1 de octubre de 2005     | Phoenix                    | Estados Unidos       | América West Arena              |
| 14 | 2 de octubre de 2005     | Palm Springs               | Estados Unidos       | Indian Wells Tenis Garden       |
| 15 | 4 de octubre de 2005     | Denver                     | Estados Unidos       | Magness Arena                   |
| 16 | 8 de octubre de 2005     | El Paso                    | Estados Unidos       | El Paso County Coliseum         |
| 17 | 9 de octubre de 2005     | El Paso                    | Estados Unidos       | El Paso County Coliseum         |
| 18 | 11 de octubre de 2005    | Hidalgo                    | Estados Unidos       | Dodge Arena                     |
| 19 | 12 de octubre de 2005    | Hidalgo                    | Estados Unidos       | Dodge Arena                     |
| 20 | 13 de octubre de 2005    | San Antonio                | Estados Unidos       | SBC Center                      |
| 21 | 15 de octubre de 2005    | Corpus Christi             | Estados Unidos       | American Bank Center            |
| 22 | 16 de octubre de 2005    | Houston                    | Estados Unidos       | Toyota Center                   |
| 23 | 18 de octubre de 2005    | Chicago                    | Estados Unidos       | Allstate Arena                  |
| 24 | 20 de octubre de 2005    | Boston                     | Estados Unidos       | Agganis Arena                   |
| 25 | 21 de octubre de 2005    | Ledyard                    | Estados Unidos       | Foxwoods Resort Casino          |
| 26 | 22 de octubre de 2005    | Atlantic City              | Estados Unidos       | Trump Taj Mahal                 |
| 27 | 23 de octubre de 2005    | Nueva York                 | Estados Unidos       | Madison Square Garden           |
| 28 | 25 de octubre de 2005    | Washington D. C.           | Estados Unidos       | Patriot Center                  |
| 29 | 26 de octubre de 2005    | Charlotte                  | Estados Unidos       | Cricket Arena                   |
| Los conciertos de octubre 28 y 29 en el American Airlines Arena de Miami fueron reprogramados a noviembre 29 y 30. |                          |                            |                      |                                 |
| 30 | 30 de octubre de 2005    | Orlando                    | Estados Unidos       | Orlando Centroplex              |
| 31 | 1 de noviembre de 2005   | Raleigh                    | Estados Unidos       | RBC Center                      |
| 32 | 2 de noviembre de 2005   | Atlanta                    | Estados Unidos       | Gwinnett Convention Center      |
| 33 | 4 de noviembre de 2005   | Austin                     | Estados Unidos       | Frank Erwin Center              |
| 34 | 5 de noviembre de 2005   | Dallas                     | Estados Unidos       | Nokia Theatre at Grand Prairie  |
| 35 | 6 de noviembre de 2005   | Laredo                     | Estados Unidos       | Laredo Entertainment Center     |
| Sudamérica I |                          |                            |                      |                                 |
| 36 | 10 de noviembre de 2005  | Buenos Aires               | Argentina            | Estadio Vélez Sarsfield         |
| 37 | 11 de noviembre de 2005  | Buenos Aires               | Argentina            | Estadio Vélez Sarsfield         |
| 38 | 12 de noviembre de 2005* | Buenos Aires               | Argentina            | Estadio Vélez Sarsfield         |
| 39 | 14 de noviembre de 2005  | Punta del Este             | Uruguay              | Punta Del Este Resort & Casino  |
| 40 | 16 de noviembre de 2005  | Córdoba                    | Argentina            | Estadio Superdomo Orfeo         |
| 41 | 17 de noviembre de 2005  | Córdoba                    | Argentina            | Estadio Superdomo Orfeo         |
| 42 | 19 de noviembre de 2005^ | Santiago                   | Chile                | Estadio Nacional                |
| 43 | 20 de noviembre de 2005  | Viña del Mar               | Chile                | Anfiteatro de la Quinta Vergara |
| Norteamérica II |                          |                            |                      |                                 |
| 44 | 25 de noviembre de 2005  | Monterrey                  | México               | Cintermex Concierto vip         |
| 45 | 29 de noviembre de 2005  | Miami                      | Estados Unidos       | American Airlines Arena         |
| 46 | 30 de noviembre de 2005  | Miami                      | Estados Unidos       | American Airlines Arena         |
| Segunda Etapa (2006)                                                                                               |                          |                            |                      |                                 |
| Norteamérica III                                                                                                   |                          |                            |                      |                                 |
| 47 | 18 de enero de 2006      | Ciudad de México           | México               | Auditorio Nacional              |
| 48 | 19 de enero de 2006      | Ciudad de México           | México               | Auditorio Nacional              |
| 49 | 20 de enero de 2006      | Ciudad de México           | México               | Auditorio Nacional              |
| 50 | 21 de enero de 2006      | Ciudad de México           | México               | Auditorio Nacional              |
| 51 | 22 de enero de 2006      | Ciudad de México           | México               | Auditorio Nacional              |
| 52 | 25 de enero de 2006      | Ciudad de México           | México               | Auditorio Nacional              |
| 53 | 26 de enero de 2006      | Ciudad de México           | México               | Auditorio Nacional              |
| 54 | 27 de enero de 2006      | Ciudad de México           | México               | Auditorio Nacional              |
| 55 | 28 de enero de 2006      | Ciudad de México           | México               | Auditorio Nacional              |
| 56 | 29 de enero de 2006      | Ciudad de México           | México               | Auditorio Nacional              |
| 57 | 1 de febrero de 2006     | Ciudad de México           | México               | Auditorio Nacional              |
| 58 | 2 de febrero de 2006     | Ciudad de México           | México               | Auditorio Nacional              |
| 59 | 3 de febrero de 2006     | Ciudad de México           | México               | Auditorio Nacional              |
| 60 | 4 de febrero de 2006     | Ciudad de México           | México               | Auditorio Nacional              |
| 61 | 5 de febrero de 2006     | Ciudad de México           | México               | Auditorio Nacional              |
| 62 | 8 de febrero de 2006     | Ciudad de México           | México               | Auditorio Nacional              |
| 63 | 9 de febrero de 2006     | Ciudad de México           | México               | Auditorio Nacional              |
| 64 | 10 de febrero de 2006    | Ciudad de México           | México               | Auditorio Nacional              |
| 65 | 11 de febrero de 2006    | Ciudad de México           | México               | Auditorio Nacional              |
| 66 | 12 de febrero de 2006    | Ciudad de México           | México               | Auditorio Nacional              |
| 67 | 14 de febrero de 2006    | Ciudad de México           | México               | Auditorio Nacional              |
| 68 | 15 de febrero de 2006    | Ciudad de México           | México               | Auditorio Nacional              |
| 69 | 16 de febrero de 2006    | Ciudad de México           | México               | Auditorio Nacional              |
| 70 | 19 de febrero de 2006    | Ciudad de México           | México               | Auditorio Nacional              |
| 71 | 20 de febrero de 2006    | Ciudad de México           | México               | Auditorio Nacional              |
| 72 | 21 de febrero de 2006    | Ciudad de México           | México               | Auditorio Nacional              |
| 73 | 24 de febrero de 2006    | Ciudad de México           | México               | Auditorio Nacional              |
| 74 | 25 de febrero de 2006    | Ciudad de México           | México               | Auditorio Nacional              |
| 75 | 26 de febrero de 2006    | Ciudad de México           | México               | Auditorio Nacional              |
| 76 | 27 de febrero de 2006    | Ciudad de México           | México               | Auditorio Nacional              |
| 77 | 2 de marzo de 2006       | Monterrey                  | México               | Arena Monterrey                 |
| 78 | 3 de marzo de 2006       | Monterrey                  | México               | Arena Monterrey                 |
| 79 | 4 de marzo de 2006       | Monterrey                  | México               | Arena Monterrey                 |
| 80 | 5 de marzo de 2006       | Monterrey                  | México               | Arena Monterrey                 |
| 81 | 7 de marzo de 2006       | Chihuahua                  | México               | Estadio Chihuahua               |
| 82 | 8 de marzo de 2006       | Torreón                    | México               | Estadio Corona                  |
| 83 | 10 de marzo de 2006      | Acapulco                   | México               | Mayan Palace                    |
| 84 | 12 de marzo de 2006      | Veracruz                   | México               | Estadio Luis Pirata Fuente      |
| 85 | 14 de marzo de 2006      | Villahermosa               | México               | Parque Tabasco                  |
| 86 | 16 de marzo de 2006      | Mérida                     | México               | Estadio Carlos Iturralde        |
| 87 | 17 de marzo de 2006      | Cancún                     | México               | Mayan Palace                    |
| 88 | 19 de marzo de 2006      | Puebla                     | México               | Estadio Cuauhtémoc              |
| 89 | 21 de marzo de 2006      | Aguascalientes             | México               | Estadio Victoria                |
| 90 | 22 de marzo de 2006      | Guadalajara                | México               | Estadio Tres de marzo           |
| 91 | 23 de marzo de 2006      | Guadalajara                | México               | Estadio Tres de marzo           |
| 92 | 25 de marzo de 2006      | Puerto Vallarta            | México               | Mayan Palace                    |
| 93 | 28 de marzo de 2006      | Culiacán                   | México               | Estadio Carlos González         |
| 94 | 31 de marzo de 2006      | Hermosillo                 | México               | Expoforo                        |
| 95 | 2 de abril de 2006       | Mexicali                   | México               | Estadio Nido de las Águilas     |
| 96 | 3 de abril de 2006       | Tijuana                    | México               | El Foro                         |
| 97 | 4 de abril de 2006       | Tijuana                    | México               | Estadio Caliente                |
| 98 | 7 de abril de 2006       | Sacramento                 | Estados Unidos       | Arco Arena                      |
| 99 | 8 de abril de 2006       | Anaheim                    | Estados Unidos       | Arrowhead Pond                  |
| 100 | 9 de abril de 2006       | San Diego                  | Estados Unidos       | Cox Arena                       |
| 101 | 13 de abril de 2006      | Los Ángeles                | Estados Unidos       | Staples Center                  |
| 102 | 15 de abril de 2006      | Las Vegas                  | Estados Unidos       | Mandalay Bay Events Center      |
| Tercera Etapa (2006)                                                                                               |                          |                            |                      |                                 |
| Norteamérica IV |                          |                            |                      |                                 |
| 103 | 22 de noviembre de 2006  | Cancún                     | México               | Lagos del Sol Golf Club         |
| 104 | 1 de diciembre de 2006   | Ensenada                   | México               | Terminal de Cruceros            |
| 105 | 5 de diciembre de 2006   | Tijuana                    | México               | Hipódromo Agua Caliente         |
| 106 | 8 de diciembre de 2006   | Ciudad de México           | México               | Centro Banamex                  |
| 107 | 10 de diciembre de 2006  | Guadalajara                | México               | Guadalajara Country Club        |
| Cuarta Etapa (2007)                                                                                                |                          |                            |                      |                                 |
| Europa |                          |                            |                      |                                 |
| 108 | 27 de abril de 2007      | Granada                    | España               | Palacio de los Deportes         |
| 109 | 30 de abril de 2007      | Barcelona                  | España               | Palau Sant Jordi                |
| 110 | 1 de mayo de 2007        | Murcia                     | España               | Plaza de Toros de Murcia        |
| 111 | 3 de mayo de 2007        | Baracaldo (Vizcaya)        | España               | Bizkaia Arena                   |
| 112 | 4 de mayo de 2007        | Castellón de la Plana      | España               | Plaza de Toros                  |
| 113 | 5 de mayo de 2007        | Elche                      | España               | Ciudad Deportiva                |
| 114 | 8 de mayo de 2007        | Las Palmas de Gran Canaria | España               | Estadio Gran Canaria            |
| 115 | 10 de mayo de 2007       | La Coruña                  | España               | Coliseum da Coruña              |
| 116 | 11 de mayo de 2007       | Salamanca                  | España               | Plaza de Toros de Salamanca     |
| 117 | 12 de mayo de 2007       | Madrid                     | España               | Palacio de los Deportes         |
| 118 | 13 de mayo de 2007       | Madrid                     | España               | Palacio de los Deportes         |
| Sudamérica II |                          |                            |                      |                                 |
| 119 | 18 de mayo de 2007       | Valencia                   | Venezuela            | Forum de Valencia               |
| 120 | 20 de mayo de 2007       | Maracaibo                  | Venezuela            | Estadio Maracaibo               |
| 121 | 25 de mayo de 2007       | Caracas                    | Venezuela            | Poliedro de Caracas             |
| 122 | 26 de mayo de 2007       | Caracas                    | Venezuela            | Estadio de la UCV               |
| Quinta Etapa (2007)                                                                                                |                          |                            |                      |                                 |
| Estados Unidos V                                                                                                   |                          |                            |                      |                                 |
| 123 | 14 de septiembre de 2007 | Las Vegas                  | Estados Unidos       | The Colosseum at Caesars Palace |
| 124 | 15 de septiembre de 2007 | Las Vegas                  | Estados Unidos       | The Colosseum at Caesars Palace |
| 125 | 16 de septiembre de 2007 | Las Vegas                  | Estados Unidos       | The Colosseum at Caesars Palace |
| 126 | 20 de septiembre de 2007 | Santa Ynez                 | Estados Unidos       | Chumash Casino                  |
| 127 | 21 de septiembre de 2007 | Concord                    | Estados Unidos       | Sleep Train Pavilion            |
| 128 | 22 de septiembre de 2007 | Salinas                    | Estados Unidos       | Salinas Sports Complex          |
| 129 | 23 de septiembre de 2007 | Devore                     | Estados Unidos       | Hyundai Pavilion                |
| Total | 740 Días                 | 70 Ciudades                | 7 Países             | 81 Recintos                     |

* = El Tercer concierto de Buenos Aires (2005) fue parcialmente grabado para su transmisión en Argentina por Canal 13.
^ = El concierto del Estadio Nacional en Santiago (2005) fue parcialmente grabado para su transmisión en Chile por TVN en Alta definición.

## Premios y récords
- El 16 de septiembre de 2005 durante su concierto en el Mandalay Bay Events Center de Las Vegas, Luis Miguel recibió un premio por ser el primer latino que tiene una estrella en Las Vegas Bulevar.[111][8][112][113]

- En esta gira Luis Miguel realiza 30 conciertos en el Auditorio Nacional de la Ciudad de México y establece el récord de más presentaciones para un artista en una temporada en dicho recinto, por lo cual le confieren la "Estela de Plata"[46][47][48][49][50][4]

## Banda
- Vocalista: Luis Miguel
- Guitarra Eléctrica y acústica: Todd Robinson
- Bajo: Lalo Carrillo
- Piano y Teclados: Francisco Loyo
- Teclados: Arturo Pérez
- Teclados: Salo Loyo
- Batería: Víctor Loyo
- Percusión: Tommy Aros
- Saxofón: Jeff Nathanson
- Trompeta: Francisco Abonce
- Trombón: Alejandro Carballo
- Coros: Julie Pederson y María Midon